# بيراما توريه
بيراما توريه (بالفرنسية: Birama Touré)‏ هو لاعب كرة قدم مالي في مركز الوسط، ولد في 6 يونيو 1992 في كايس في مالي. شارك مع منتخب مالي تحت 20 سنة لكرة القدم ومنتخب مالي لكرة القدم. أما مع النوادي، فقد لعب مع نادي بريست ونادي بوفيه ونادي نانت ونادي الرياض السعودي.

## وصلات خارجية
- بيراما توريه على موقع اتحاد تركيا (لاعب) (الإنجليزية)
- بيراما توريه على موقع رابطة كرة القدم الفرنسية للمحترفين (الإنجليزية)
- بيراما توريه على موقع قاعدة بيانات كرة القدم.إي يو (الإنجليزية)
- بيراما توريه على موقع ليكيب (الفرنسية)
- بيراما توريه على موقع ناشيونال فوتبول تيمز (الإنجليزية)
- بيراما توريه على موقع Soccerway.com (الإنجليزية)
- بيراما توريه على موقع AS.com (الإسبانية)